# ویواریوم (فیلم)
ویواریوم (انگلیسی: Vivarium) یک فیلم در ژانر مهیج علمی تخیلی محصول سال ۲۰۱۹ به کارگردانی لورکان فینگان و نویسندگی فینگان و گررت شنلی است.

## بازیگران
- ایموجن پوتس به عنوان جما
- جسی آیزنبرگ در نقش تام
- جاناتان آریس در نقش مارتین
- دانیل رایان به عنوان مامان
- سنان جنیگز به عنوان پسر (جوان)
- آنا هاردویک به عنوان پسر (بزرگ‌تر)
- لیلی فیوری به عنوان زن در پنجره

## تولید
در ماه مه ۲۰۱۸، اعلام شد جسی آیزنبرگ و ایموجن پوتس به بازیگران این فیلم پیوستند، با این کار لورکان فینگان از فیلمنامه‌ای که با گرت شنلی نوشته بود، کارگردانی این فیلم را آغاز کرد.

## انتشار
این فیلم در ۱۸ مه ۲۰۱۹ در جشنواره فیلم کن نمایش جهانی داشت.مدت کوتاهی پس از آن، سبان کاپیتال گروپ حق توزیع این فیلم در ایالات متحده آمریکا را به‌دست آورد. و در ۲۷ مارس ۲۰۲۰ در ایالات متحده آمریکا منتشر شد. در همان روز، این فیلم توسط ورتیگو فیلم در سینماها و به‌صورت دیجیتال در بریتانیا و ایرلند منتشر شد.